# Anybody Killa
Anybody Killa, ABK o Native Funk, pseudonimo di James Lowery (Novi, 26 giugno 1973), è un rapper statunitense, di origine nativo-americana, è uno degli esponenti di punta dell'horrorcore.

## Aliases
ABK, come molti altri artisti della Psychopathic Records, nel corso della sua carriera si è fatto riconoscere con diversi nickname fino ad arrivare al suo nome attuale, Anybody Killa.
- Jaymo
- Native Funk
- Sawed Off

## Discografia

### Krazy Klan
- Frustrationz (1995)
- developMENTAL (1999)
- MENTAL (non pubblicato)

## Solista

### ComeNative Funk
- Rain From The Sun (2000)

### ComeAnybody Killa
- Hatchet Warrior (2003)
- Dirty History (2004)
- Road Fools (CD plus DVD) (2005)
- Drive-By: Pony Down (Prelude) (2005)
- Rain From The Sun Re-Release / Rattlesnake EP (2006)
- Orange EP (2006)
- Black EP  (2006)
- Holiday Jingles  (2006)
- Devilsh: Black Orange (2007)
- Mud Face (2008)

## Drive-By
- Pony Down (Prelude)

### Detroit Warriors
- Strike 1 Mix (2006)
- Strike 2 Mix (2007)